# Rölscheid (Solingen)
Rölscheid ist ein aus einer Hofschaft hervorgegangener Wohnplatz in der bergischen Großstadt Solingen. 

## Lage und Beschreibung
Rölscheid befindet sich am südöstlichen Rande von Widdert innerhalb des Stadtbezirks Burg/Höhscheid. Der Ort befindet sich in der Mitte der nach ihm benannten Rölscheider Straße, die die Widderter Börsenstraße mit dem Rölscheider Berg verbindet. Von dem Höhenzug, auf dem die Börsenstraße verläuft, fällt das Gelände über Rölscheid in südöstliche Richtung terrassiert in das Untere Wuppertal ab. Die dort verlaufende Wupper bildet die Stadtgrenze zu Leichlingen. 
Durch den bewaldeten Wupperhang an Röscheid vorbei führt auch der Klingenpfad. Einzelne Bäche und Rinnsale wie der Rölscheider Bach im Westen des Ortes entwässern die Hochfläche in Richtung der Wupper. Den Ort prägen bis heute mehrere historische Fachwerk- und Schieferhäuser im Bereich des ehemaligen Hofschaftskerns (Rölscheider Straße 58 bis 65).
Benachbarte Orte sind bzw. waren (von Nord nach West): Obenwiddert, Höfchen, Heiler Kotten, Obenrüden, Untenrüden, Friedrichstal, Friedrichshöhe, Untenwiddert, Böckersberg, Kulle und Heide.

## Geschichte
Rölscheid ist seit dem 16. Jahrhundert nachgewiesen. In der Karte Topographia Ducatus Montani, Blatt Amt Solingen, von Erich Philipp Ploennies aus dem Jahr 1715 ist der Ort mit einer Hofstelle verzeichnet und als Rülſcheit benannt. Er wurde in den Ortsregistern der Honschaft Widdert innerhalb des Amtes Solingen geführt. Die Topographische Aufnahme der Rheinlande von 1824 verzeichnet den Ort als Röllscheid, ebenso wie die Preußische Uraufnahme von 1844. In der Topographischen Karte des Regierungsbezirks Düsseldorf von 1871 ist der Ort als Rohlscheid verzeichnet. Die Preußische Neuaufnahme von 1893 verzeichnet den Ort als Rölscheid. 
Nach Gründung der Mairien und späteren Bürgermeistereien Anfang des 19. Jahrhunderts gehörte der Ort zur Bürgermeisterei Höhscheid, die 1856 zur Stadt erhoben wurde, und lag dort in der Flur IV. Widdert.
Mit der Städtevereinigung zu Groß-Solingen im Jahre 1929 wurde Rölscheid ein Ortsteil Solingens. In der Nachkriegszeit nach dem Zweiten Weltkrieg dehnte sich die geschlossene Bebauung entlang der Rölscheider Straße fast bis zur Börsenstraße aus, wodurch Rölscheid heute nicht mehr als eigenständiger Wohnplatz erkennbar ist. In Rölscheid eröffnete 2001 das privat betriebene Puppen-. Bären- und Spielzeugmuseum.